# 軍事社會學

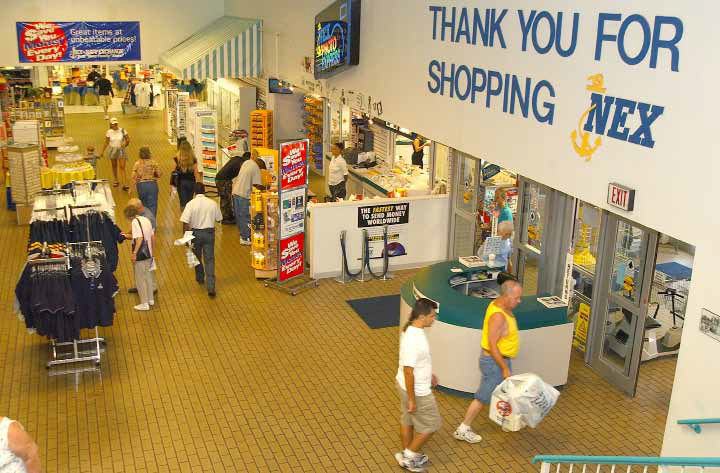
關達那摩境内的美國海軍基地販賣部内景。

軍事社會學是社會學中的一個分支領域。它與C.賴特·米爾斯（C. Wright Mills）所提出的「將個人世界與更廣泛的社會結構聯繫起來」的呼籲密切相關。軍事社會學的目標是系統性地研究軍隊作為一個社會群體，而非單純作為一個軍事組織。這個高度專業化的次領域主要探討軍事人員作為一個獨特群體的相關問題，該群體在共同利益的基礎上進行被迫的集體行動，其共同利益通常與職業和戰鬥中的生存有關，並且其目標和價值觀相較於民間社會更加明確和狹窄。軍事社會學還關注軍民關係，以及軍隊與其他群體或政府機構之間的互動。

## 理論和方法
軍事社會學反映了社會學本身所運用的多樣化方法，這些方法包括大規模數據分析、參與式觀察、社會網絡分析、調查研究、比較歷史、個案研究等。軍事社會學的方法還包括哲學觀點和論證。

## 軍事社會學在當代
當代軍事社會學主要源於第二次世界大戰和冷戰時期。這些事件引發了軍事社會學的系統性研究，儘管軍隊與社會之間的關係早於這些事件已經存在。蘇聯解體、2001年9月11日的恐怖襲擊，以及隨後在阿富汗和伊拉克的戰爭，也顯著影響了軍事社會學領域的發展。軍事社會學涵蓋許多主題，值得注意的是，它的研究範圍不僅限於軍事機構或其成員本身。相反，軍事社會學還包括軍民關係以及軍隊與其他軍事團體或政府機構之間的關係等領域。
军事社会学的其他主题包括：  
- 军方人士持有的主流假设
- 军人的战斗意愿/动机
- 军队工会化
- 军事专业化
- 退伍军人向平民生活的过渡
- 提高妇女利用率
- 军事产学联合体
- 军方对研究的依赖
- 军队的组织机构

## 軍隊的研究在社會學

### 军事作为职业
兩位領先的學者——塞繆爾·亨廷頓（Samuel Huntington）和莫里斯·賈諾維茲（Morris Janowitz）——對軍事社會學中的軍事專業化概念有重要影響。政治學家亨廷頓認為，軍事職業應在軍事事務上擁有高度自主權，因為平民缺乏必要的專業知識來監督軍事事務。他將這種概念稱為「客觀控制」。
另一方面，賈諾維茲主張，現代社會中的軍隊角色極其複雜，並且影響深遠，專業軍人的責任不僅僅是執行暴力行為。軍隊精英有義務維持穩定的國際關係，這不僅需要管理專業知識，還需要具備政治技巧，這超出了傳統軍官的技能範疇。賈諾維茲擔心軍事職業可能會演變為一個自我延續、服務自身利益的小圈子，因此，他強調軍隊應該在社會上具有代表性，反映其所服務的公民。
根據山姆·C·薩克西恩（Sam C. Sarkesian）和羅伯特·E·康納（Robert E. Connor）的觀點，軍事職業認為自己是一個獨特的職業。
塑造军事职业特征的关键因素有六个： 
軍事職業具有以下幾個明確的特徵：
1. 專業知識為基礎的明確職能範疇：軍事職業的專業範疇基於其專業知識，確定了其獨特的工作領域。
2. 持續教育制度：為了保持專業能力，軍事職業設有一個持續教育系統，確保從業人員不斷更新並提高專業知識與技能。
3. 對社會的責任：軍事職業對社會負有義務，必須不計較報酬地為社會服務，專注於職責而非經濟利益。
4. 價值體系：軍事職業擁有一套延續專業品格的價值體系，這套體系同時建立並維持與社會之間的合法關係。
5. 制度框架：軍事職業在一個制度框架內運作，這個框架確保了其功能的穩定與持續。
6. 獎懲系統的控制：軍事職業擁有對獎懲系統的控制權，並能決定進入該職業人員的素質，確保人員符合專業標準。

### 军队是一种职业
在美國結束徵兵制並啟動全志願軍後不久，社會學家查爾斯·莫斯科斯（Charles Moskos）提出了軍事組織的「制度/職業」模型。他探討了軍隊是否應該被視為一種職業，而非一個制度。儘管軍隊仍然保留著制度性的原則（愛國價值觀、歷史傳統等），但它越來越朝著商業和經濟原則運作，因此可以被合理地歸類為一個專業。這可以通過軍隊與其他職業在權力和報酬分配上的對比來進一步探討。軍隊內部有不同的階級，賦予某些人更多的權力。許多年輕人選擇軍隊，主要是為了獲得報酬福利以及不必背負巨大貸款的上大學機會。
莫斯科斯以美国作为他的参照点。法国、英国、德国、荷兰、澳大利亚等国的军队也存在着制度主义的因素。 莫斯科斯的模型影响了入伍/重新入伍的学术研究，该研究旨在研究职业和制度因素如何影响新兵的入伍意向或现役人员的重新入伍决定。 

### 招聘实践
幾乎沒有其他機構像軍隊這樣強調新成員的同化過程。同化包括持續的徵兵、甄選、訓練和職業發展過程。新兵、軍官或士官不僅要學習新穎且複雜的技能，他們還必須掌握一套嚴格的專業行為規範和禮儀，因為成為軍隊的一員意味著參與一個管理成員在職內外行為的組織性社群。美國軍隊運用了「公民士兵」的概念，從全國範圍內徵集軍事人員。這個術語指的是能夠在短時間內迅速召集或徵召部隊參加戰爭或軍事任務。然而，一旦任務或巡演結束，軍事人員將重返平民生活。
根據諾曼·A·希爾曼（Norman A. Hilman）的說法，在和平時期的徵兵中，有250萬人被徵召入伍。在這個快速過渡的時期，許多士兵可能因從前的平民生活與新軍事生活的巨大差異而感到迷失或困惑，因為軍隊生活要求無條件遵從新的命令。儘管許多男性和現在的女性是自願加入武裝部隊，但仍有人認為參軍並為政府工作是一種「出賣自我」。對軍事生活的負面刻畫，對於從外界來看的人來說，可能會讓他們對此感到反感。
儘管對軍事生活存在負面看法，且經濟保障的誘因也是一部分考量，但軍事徵兵的重點從一開始的為國家服務，逐漸轉變為獲得教育機會，再回到近年來重新強調為國家服務的需求。在這些變化過程中，徵兵人數並沒有下降，反而保持穩定，甚至隨著時間的推移有所增加。

### 軍眷：军队生活对家属的影响（以及軍眷亚文化的影响）

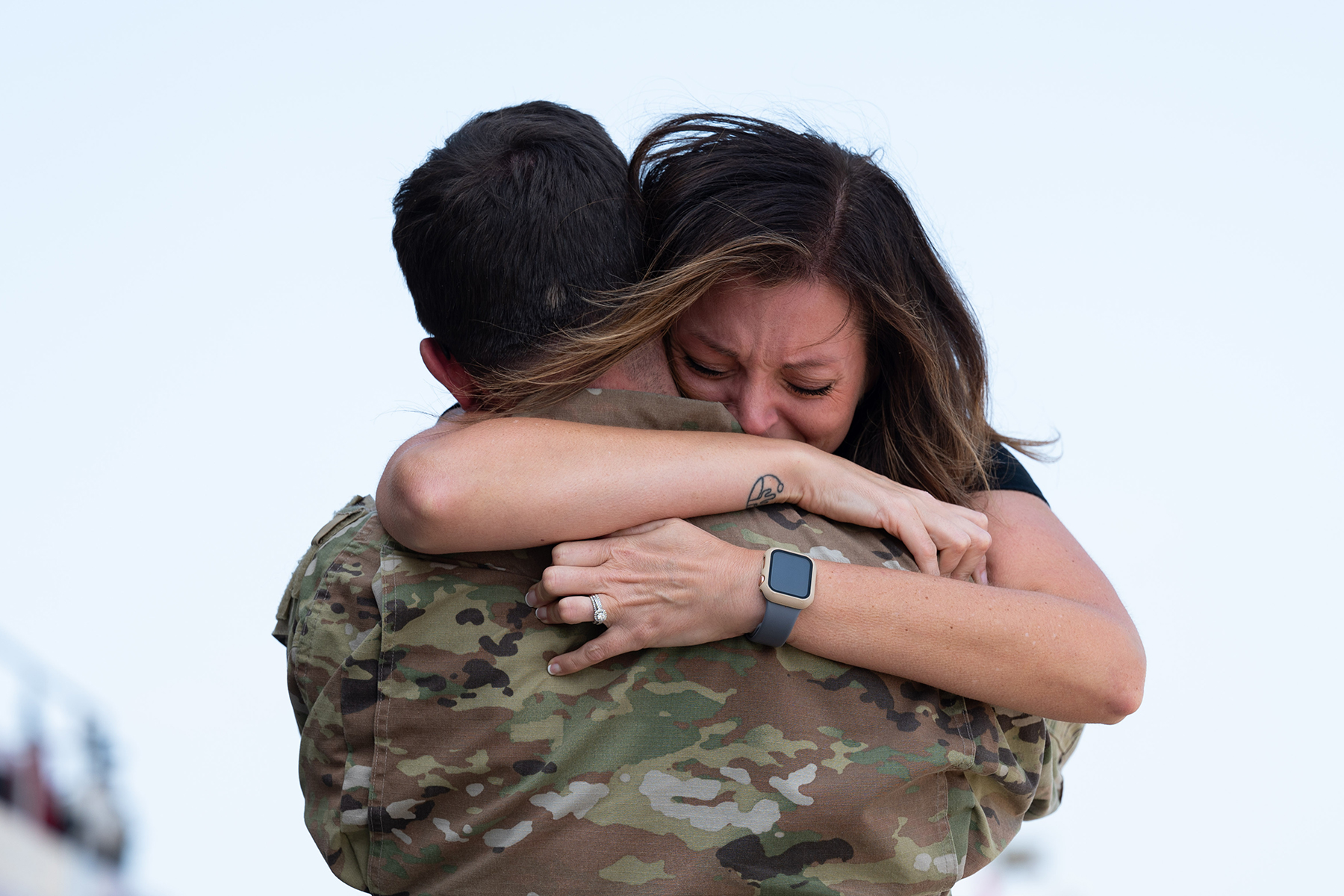
2023 年 10 月，一名美国空军飞行员在南卡罗来纳州查尔斯顿联合基地部署后受到家人的欢迎。

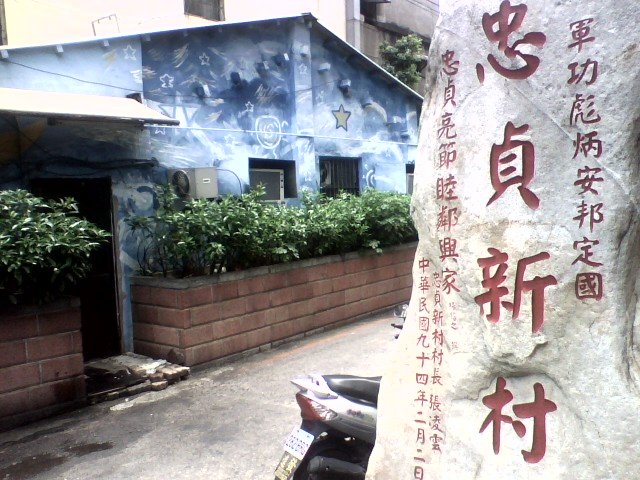
在臺灣，軍眷亞文化的重要代表物為眷村，源自於替中華民國國軍軍眷所建造的聚落群，圖為新竹市空軍忠貞新村入口。

軍事家庭，根據定義，是指由丈夫、妻子及子女組成的單位；其中丈夫或妻子或雙方為主要的軍事入伍者。伴侶在軍人部署前、部署期間及部署後所經歷的情緒壓力，可能在心理上與軍人實際參與戰鬥的壓力一樣嚴重。那些伴侶首次面對丈夫或妻子被派遣時，對整個經歷的感受大多是非常悲傷的，並且難以應對親人突然的缺席。然而，伴侶曾經歷過部署的女性或男性，對當前的派遣往往有更積極的反應。他們認為離家工作是一項重要的任務，自己和家中的其他成員（子女）必須支持並照顧好一切，直到家人回來。
在此期間，孩子們開始承擔更多成人的責任，例如：煮飯、打掃、購買日用品等。儘管一些軍事家庭具備良好的應對技能，但有些家庭在面對與家人長期分離時，無法很好地處理這種壓力。配偶的壓力因素和反應會隨時間而變化，部署前所認為的壓力來源與部署期間和部署後感受到的壓力來源不同。
部署時間可能從90天到15個月不等，這段時間內，家庭成員對自己角色的期望往往會改變，這使得家庭中的每個成員都面臨挑戰，增添了家庭生活的複雜性。
大約五分之一的18歲美國陸軍士兵和三分之一的初級軍事人員已婚，相比之下，18歲的平民中已婚的比例不到5%。因此，年輕的軍事家庭在創建家庭時，面臨的困難比年輕的平民家庭更多。與年輕的平民家庭類似，年輕的軍事家庭也可能經歷成熟度問題、生活經驗不足、收入低以及遠離家鄉的生活。然而，這些問題因軍事家庭所面臨的特殊困難而更加複雜。舉例來說，儘管許多年輕家庭（無論是軍事還是平民）常常會面對困難，平民家庭更有可能得到家人和朋友的支持，而這對軍事家庭來說，尤其是駐紮在國外軍事基地的家庭，往往不是一個選項。
與平民家庭相比，軍事家庭更常經歷的另一項困難是頻繁搬遷。大約33%的軍事家庭每年搬遷一次，而平民家庭的比例僅為5%。對於雙親均為現役軍人的家庭，必須進行特別的規劃，因為雙方任何一方隨時都有可能被（重新）部署，這種情況的規劃尤其困難。對於只有一方為現役軍人的軍事家庭，另一方家長如今較少像過去那樣待在家裡照顧孩子。相反，他們更可能選擇就業或上大學，因此由於工作和學習的承諾，頻繁的搬遷會給他們帶來更大的壓力。
軍事家庭可以選擇住在父母的工作地點，也就是軍事基地內的住房。對於住在基地內的家庭，他們必須遵守基地指揮部和住房辦公室的規定，這些規定涵蓋如何維護住房等方面，而且他們享有的隱私權相對有限。簡而言之，他們可能會感受到遵從基地行為標準的壓力。一些家庭可能選擇不住在基地內，但基地外的住房通常更昂貴，而且生活起居也可能較為不便。

### 压力和军事服务
De Soir 认为，已婚人员的伴侣在部署前、部署期间和部署后会经历七个阶段的压力。 
初期震驚與抗拒
這個階段通常持續約兩週。在此期間，家人對於派遣的消息感到沮喪和憤怒，這通常是一段情緒高漲的時期。過去，許多家庭僅有一個月的時間來準備部署，但最近許多家庭會提前一年或更長時間接到通知，這可能使得這段焦慮等待的壓力更加嚴重。根據最近的報告，理想的部署準備時間應為3到5個月，以減少壓力並更好地適應即將到來的變化。
疏離和隔閡
在出發前的最後幾天，伴侶會進入這個階段。由於對任務未來的不確定性，雙方可能會逐漸產生距離感。在這段期間，許多潛在的問題或擔憂可能浮現，這些問題無法在離別前的短時間內得到充分解決，如爭吵或隱藏已久的心事吐露。這些時刻往往帶來大量的情緒困擾，增加了即將離別的壓力，讓人感到更加焦慮與痛苦。
情绪混乱
在家人被派遣後不久，家庭成員會經歷悲傷的情緒，並且可能開始出現臨床抑鬱的症狀，如睡眠困難和生活節奏失調（如飲食失調）。這些問題通常持續約六週，甚至更長時間，特別是當派遣過程不順利或家人收到壞消息時。幫助家人和配偶渡過這段時期的最佳方式，是當派遣人員抵達目的地後，在軍事規定允許的情況下，儘早與家人聯繫。這能夠減輕家人對於派遣期間的壓力。保持持續聯繫是減少家庭生活壓力的關鍵。
恢复和稳定
通常在六週後，家庭會逐漸恢復，儘管仍有壓力，但會慢慢適應缺少被派遣成員的生活。在這個階段，建立並維持日常生活規律是分散注意力的最佳方式，讓家人不會過度關注派遣成員此時正在做什麼或身處何地。此時，「家庭前線團體」的參與對軍事家庭至關重要，因為這些團體讓擁有長期派遣伴侶的家庭成員有機會與其他人分享經驗並共度時光。尋求支持團體是人們應對壓力問題的眾多方法之一，有助於緩解情緒壓力並提供心理支持。

### 年齡因素
在美國，將近一半的現役軍人年齡都在25歲以下（包括男女），平均年齡為27歲。這種年輕化趨勢延續的原因在於，大多數人是在18歲時入伍，並且在服役幾年後便退役。這導致具有大學經驗的軍人在軍中比例較低，僅佔軍隊的8.5%。
青年參與武裝衝突並不是新概念，也不限於美國這樣的大型有組織的軍隊。歷史上，許多社會都重視年輕人在武裝衝突中的角色。例如，在蘇丹的丁卡族，男孩在16至18歲之間的成年禮上會獲得一根長矛；19世紀的夏安族男孩大約在14歲時首次加入戰鬥隊伍；以及達荷美的女性戰士，她們在9至15歲之間被徵召參戰。在美國內戰期間，估計有25萬至42萬名18歲以下的士兵在北軍和南軍中服役，這占了新兵的10%至20%。
在這些早期時期，年輕人並不像今天這樣被視為天真無邪，相反，他們與成年人共同生活，經常通過學徒制或其他工作形式與成年人共存。直到正式教育逐漸普及，對於青年期的態度才有所轉變，並且延長了社會對青少年期的認知時間。

### 军中宗教

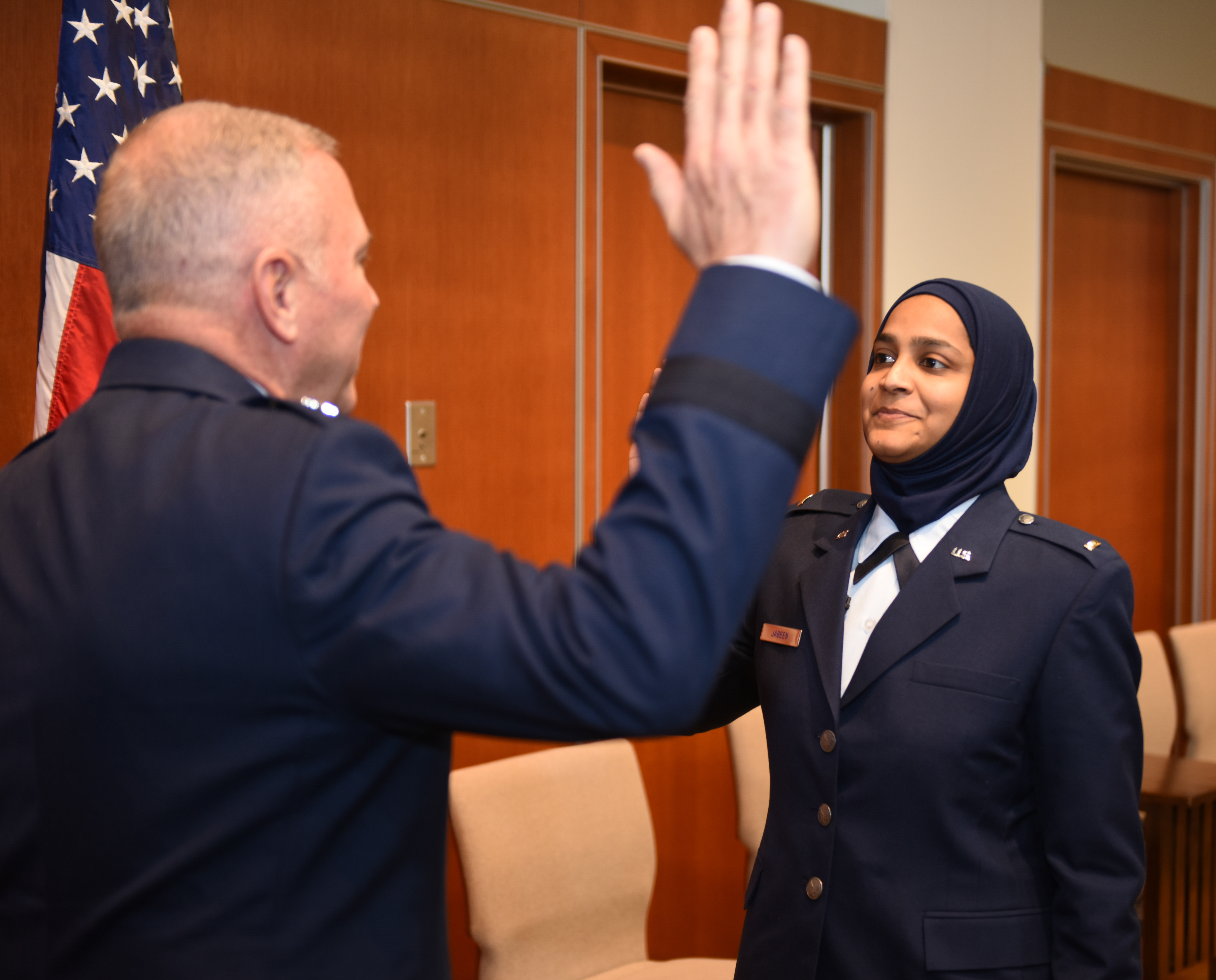
2019 年 12 月，一名美国空军牧师候选人在伊利诺伊州芝加哥的天主教神学联盟接受任命。

过去，所有美国军事院校都要求学员参加宗教仪式，但在 1972 年的“安德森诉莱尔德”一案中，美国哥伦比亚特区巡回上诉法院裁定此举违宪。尽管如此，海军学院仍然在饭前进行祈祷，并且要求参加餐食。这导致海军学院的一些学生向美国公民自由联盟寻求法律帮助。 2003 年，美国第四巡回上诉法院在梅伦诉邦廷案 (Mellen v. Bunting) 中裁定，弗吉尼亚军事学院在强制用餐前进行祈祷的类似做法违宪。 
美國軍隊的宗教光譜與一般人口大致相似。不過，與20至39歲這一占軍隊80%的年齡群體相比，還是有一些細微的差異。主流新教徒、天主教徒、猶太教徒、穆斯林和佛教徒在軍中比例較低，但其他基督教宗派（如基督教宣教聯盟、上帝教會、安息日會、神召會等）比例明顯過高，約為該年齡群體中比例的三倍。無神論者或無宗教信仰者的比例略有增加，但這些差異的幅度均未超過10%，其中以新教基督徒的自我認同差距最大。數據及其他研究顯示，軍人相比全國人口，較少認同於主流宗教組織。

### 军中少数民族
歷史上，來自少數族群的非本土成員經常被吸收進入軍隊服役。古代軍隊中的這種例子包括漢尼拔使用埃塞俄比亞士兵、羅馬的外邦軍團、拜占庭帝國招募中東人口以及奧斯曼帝國通過「米利特制度」徵召宗教少數群體。在自願服役的情況下，少數族群視軍事服務為在社會中取得進步的機會，甚至有可能為自己及其子女獲得公民身份。
在軍事組織的歷史中，少數族群通常與主要的種族群體分開編組，形成獨立的部隊。這不僅在古代軍隊中存在，還體現在較近的歷史脈絡中，如第一次和第二次世界大戰期間加拿大的法裔加拿大團、英國在殖民期間徵召的少數族群，及其他時期由白人指揮的少數族裔部隊。在美國，第二次世界大戰後非裔美國人在軍中的參與度很高，這主要是因為他們在軍隊中受到白人士兵的較好待遇。隨著1954年結束工作排斥政策後，非裔美國人的再入伍率平均增加，甚至接近白人軍人的兩倍。英國也有類似的少數族裔參軍情況，但兩國都面臨著高階軍官職位中少數族裔比例明顯偏低的問題，這種情況在當時很嚴重，至今依然存在，但程度較輕。
|            | 为军队中的少数民族提供特殊项目的国家                       | 两个或多个同等地位集团拥有平行军事结构的国家                                                             | 没有针对军队中少数族裔的特殊计划的国家                                                           |
| ---------- | ---------------------------------------------------------- | --- | ------------------------------------------------------------------------------------------------ |
| 示例国家   | 美国、澳大利亚和新西兰                                     | 加拿大、英国、瑞士和比利时                                                                               | 法国、德国、西班牙、罗马尼亚和保加利亚                                                           |
| 特征       | 采取积极措施确保代表权均衡，下级官员的融入程度远远高于军官 | 以身份为基础组成的单位，通常是在国家建立过程中发挥过作用的不同群体                                       | 部队的组建不考虑少数民族的地位，强调主流民族的利益，军队中可能有很多少数民族，但很少有人担任军官 |
| 可能的优势 | 制定政策确保军队中的平等机会                               | 平行结构有助于在内部危机期间，部队与当地居民联系起来，并在国外战争期间，突出少数民族对国家军事努力的贡献 | 军队凝聚力增强                                                                                   |
| 可能的缺点 | 可能导致少数族裔人数过多                                   | 需要更多资金用于培训和管理                                                                               | 少数群体的权利被视为非问题或受到侵犯                                                             |

### 女性軍人
軍事與性別議題在軍事社會學中是一個多元且複雜的領域。女性的角色可能包括作為向孩子傳遞文化價值觀的媒介、重塑社會邊界，並在國家鬥爭中作為積極的戰士。歷史上，女性一直參與軍事活動。女性的軍事徵召推翻了「女性應該被保護」的觀念。徵兵在拉丁美洲、以色列、尼加拉瓜、盧旺達和北愛爾蘭等地區尤為重要。在土耳其，總司令的妻子被視為軍事家庭的「母親」代表。
在某些發展中國家，軍事政策被視為具有平等主義色彩，許多女性被徵召入伍，以實現現代化的理想。由於女性傳統上被認為是養育者和母親，女性在軍事中的平等地位和日益增加的參與，可能會改變戰爭的理由或「存在意義」，重新定義戰爭的目的和道德基礎。
美國軍隊中的性侵問題對女性軍人構成嚴重挑戰。2021年，8%的女性軍事人員經歷了不受歡迎的性接觸，這是自國防部2004年開始收集此類數據以來的最高比例。在估計的35,900起性侵案件中，只有7,260起被報告，報告率為20%，相比2018年的30%有所下降。僅有42%的案件進入了軍事法庭程序。女性軍人在報告性侵後，相信其指揮鏈會「以尊嚴和尊重」對待她們的比例為39%，相比2018年的66%顯著下降。
第二次世界大战期间，女性在女子陆军辅助队（WAAC）服役，该队后来更名为陸軍婦女兵團（WAC）。 此外，还有妇女志愿紧急服务组织（WAVES） 。 
珍·亚当斯和辛西娅·恩洛被认为是对军事社会学做出重要贡献的女性。 亚当斯的影响力源自她对和平的女权主义观点及其对维和的影响。  恩洛的影响力可以追溯到她对军队的女权主义观点。

### 同性恋与军队
美国军队中并没有招募同性恋者，但从第二次世界大战（很可能还有每一场战争）到克林顿总统任期，一直都有同性恋者在美国军队中服役。 1993年，克林顿政府开始推行“不问、不说、不追究”的政策，即军人在服役期间，既不会被强迫（“不问”），也不会被允许（“不说”）或被骚扰（“不追究”）披露或讨论自己的性别认同。  “不问，不说，不追究”的政策实际上导致因同性恋而出院的人数从 1994 年的 617 人增加到 2001 年的 1,273 人。 根据人口普查信息估计，2000 年美国人口中有 100 万是同性恋退伍军人。 有伴侣的同性恋女性报告的服兵役率高于其他女性，而同性恋男性退伍军人的服役时间与异性恋男性退伍军人相似。 

## 军事与社会

### 军队的政治控制
在現代軍隊與國家之間的關係中，國家依賴軍隊來保護其免受外部威脅以及應對內部各群體之間的暴力衝突。同時，軍隊從國家和社會獲取所謂的「暴力資源」，這些資源包括資金、技術、原材料和人力。不過，這種關係與16世紀和17世紀時有所不同，當時的內部權力中心和某些社會部門（例如技術工匠或行會）相對更具自主性，並不完全受國家主權的直接控制，能夠避免向國家提供資源。
這意味著前現代軍隊在某種程度上比現代軍隊弱，因為缺乏國家資源的支援；然而，社會中某些強大的部門控制著私人資金，並可以在需要時籌建自己的僱傭軍。隨著這一體系的演變，國家開始通過利用「生存恐懼」來加強對社會的控制，並創建了各種官僚手段，包括大規模徵兵、稅收系統和領土集中化。最終，國家的各個民間部門開始專門為國家效力，而國家則為了建設更強大的軍隊，利用這些部門來提取更多資源和人力，供軍隊專用。
因此，這種「現代」軍隊的存在完全依賴於國家，而在前現代時期，軍隊則可能是由社會中的各個自主部門控制的工具。

### 军方对研究和工业的利用
欧盟安全研究所研究员伯卡德·施密特（Burkard Schmitt）确定了两种类型的研究。基礎科學是自下而上进行的，没有特定的需求并且以长期为导向。能力研究是自上而下进行的，大多数此类研究主要是为军事用途而设，具有特定目标。 
欧洲
很少有欧洲国家在研究和技术方面进行大量投资。国家敏感性和不愿分享研究成果的国防公司长期以来阻碍了欧洲的研究。随着欧盟和共同安全与防务政策（CSDP）的形成和加强，这种情况开始发生变化。欧盟目前正在实施“全球安全高级研究议程”，这对欧洲安全的未来至关重要。欧洲的想法是所有成员国都应开展研究。成员国的目标之一，也是有助于未来研究的一种方法，是实现军事需求的“协调”。 
美国
美國的研究模式基於舊德國標準，美國從1876年美國化學學會成立開始效仿這一模式。利用研究和工業來發展更致命的化學和生物武器，是現代軍事中一個引人注目的方面。德國大學早期參與了化學毒氣的研發，並應用於第一次世界大戰。德國大學「小心培養科學作為一種強調價值中立的活動的理想，賦予研究人員服務知識利益的權利和責任，並忽視那些可能與科學追求福祉相衝突的其他利益」。美國大學也擁有化學實驗室，哈佛大學於1917年開始研究毒氣。到了一戰時期，由於工業、軍事和政治之間的高度相互依賴，化學工業開始對政治產生影響。
所做的研究量与美国经济有关，其中包括世界上最大的军事预算。这在军队、政府和美国企业之间建立了紧密的联系。这被称为“军事工业综合体”，但军方也主导着大型大学的科学部门。这个概念就是军事工业学术综合体，简称 MIA。 

## 著名学者
以下学者在军事社会学领域发表了大量著作。许多人曾担任《武装部队与社会》杂志的编辑，并在专业组织“武装部队与社会大学间研讨会” （IUS）中担任领导职务。
- Morris Janowitz, founder Inter-University Seminar on Armed Forces and Society and founder and Editor-in-Chief Armed Forces &amp; Society
- David R. Segal, Editor-in-Chief Armed Forces &amp; Society, President and Chair Inter-University Seminar on Armed Forces and Society
- James Burk, Editor-in-Chief Armed Forces &amp; Society, President and Chair Inter-University Seminar on Armed Forces and Society
- Charles Moskos, President and Chair Inter-University Seminar on Armed Forces and Society
- Mady Segal (Military Families and Women in the Military)
- Brenda Moore (Women and Minorities), editorial board Armed Forces &amp; Society
- Joseph Soeters (Peacekeeping and Methods)[47][48] editorial board Armed Forces &amp; Society
- Giuseppe Caforio
- John Sibley Butler (minority participation in the military)
- Bernard Boene, editorial board Armed Forces &amp; Society
- Morton Ender, editorial board Armed Forces &amp; Society
- Meredith Kleycamp (recruitment)
- Nicholas Jans (Professionalism), editorial board Armed Forces &amp; Society
- Christopher Dandeker (Veterans), editorial board Armed Forces &amp; Society
- Gerhard Kümmel,[49] editorial board Armed Forces &amp; Society
- Paul Camacho (veterans), editorial board Armed Forces &amp; Society
- Guy Siebold (cohesion)
- Anthony King (combat and cohesion), editorial board Armed Forces &amp; Society
- Yagil Levy, Editorial board Armed Forces &amp; Society
- Patricia M. Shields, Editor-in-Chief, Armed Forces &amp; Society

乔治·卡菲斯 (George Kaffes)，希腊军事学院军事社会学教授， https://sse.army.gr/wp-content/uploads/2022/12/CVeng-1.pdf （页面存档备份，存于）

## 进一步阅读
- Segal, David and Morten Ender. 2008. “Sociology in Military Officer Education.” Armed Forces & Society, vol. 35: pp. 3–15.  （页面存档备份，存于）
- Ender, Morten; Ryan Kelty and Irving Smith. 2008. “Sociology at West Point.” Armed Forces & Society, vol. 35: pp. 49–70.  （页面存档备份，存于）
- Kawano, Hitoshi. 2008. “The Expanding role of Sociology at Japan National Defense Academy: From Not to Some and More?”Armed Forces & Society, vol. 35: pp. 122–144.  （页面存档备份，存于）
- Obraztsov, Igor. 2008. “Teaching Sociology in Military Educational Institutions of Russia.” Armed Forces & Society, vol. 35: pp. 162–179.  （页面存档备份，存于）
- Kucera, Thomas (2014). "The Strategic Significance of Ethical Imperatives The Case of the German Armed Forces" Armed Forces & Society Available Online
- Paparone, Chris (2017)  （页面存档备份，存于） "How we fight: A critical exploration of US military doctrine." Organization 24, no. 4 (2017): 516–533.